# Jomo Gangtse
Der Jomo Gangtse (auch Qungmogangtse oder Qungmo Kangri) ist der zweithöchste Berg der Westlichen Nyainqêntanglha-Berge im autonomen Gebiet Tibet.
Der Jomo Gangtse besitzt eine Höhe von 7048 m. Er liegt im Kreis Nyêmo innerhalb der bezirksfreien Stadt Lhasa, dessen Stadtzentrum 114 km ostsüdöstlich liegt.

## Besteigungsgeschichte
Der Jomo Gangtse wurde am 7. Oktober 1996 von fünf Mitgliedern (Wang Yon-Feng, Jung in-Kyu, Cha Jin-Chol, Moon Young-Soung und You Seok-Jae) einer chinesisch-koreanischen Expedition über den Südgrat erstbestiegen. Am Folgetag erreichten zwei weitere Expeditionsteilnehmer (Lee Shoong-Jik und Cha-Yo-Han) den Gipfel.
Die zweite Besteigung fand am 17. Mai 1997 durch eine japanische Expedition über den Südgrat statt. 
Eine dritte Besteigung gelang am 15. August 1999 einer weiteren japanischen Expedition ebenfalls über den Südgrat. 
Die vierte Besteigung wurde von Christian Haas am 16. Oktober 2005 solo im Alpinstil über den Südgrat durchgeführt.  